# مايكل تي أولمان
مايكل تي أولمان (بالإنجليزية: Michael T. Ullman) هو عالم نفس وعالم أعصاب أمريكي، ولد في 29 يوليو 1962 في سان فرانسيسكو في الولايات المتحدة.